# Hybrizon flavocinctus
Hybrizon flavocinctus är en stekelart som först beskrevs av William Harris Ashmead 1894.  Hybrizon flavocinctus ingår i släktet Hybrizon och familjen brokparasitsteklar. Inga underarter finns listade i Catalogue of Life.